# Sojuz 4
Sojuz 4 (ryska: Союз-4) var en flygning i det sovjetiska rymdprogrammet. Farkosten sköts upp från Kosmodromen i Bajkonur med en Sojuz-raket den 14 januari 1969. Vladimir Sjatalov var den enda personen ombord under uppskjutningen.
Sojuz 4 dockade med Sojuz 5 den 16 januari 1969. Aleksej Jelisejev och Jevgenij Chrunov gjorde en rymdpromenad från Sojuz 5 till Sojuz 4.
Farkosten återinträdde i jordens atmosfär och landade med tre personer ombord i Sovjetunionen den 17 januari 1969.